# Steleocerellus flavifrons
Steleocerellus flavifrons är en tvåvingeart som först beskrevs av Frey 1918.  Steleocerellus flavifrons ingår i släktet Steleocerellus, och familjen fritflugor. Inga underarter finns listade i Catalogue of Life.